# Hirtodrosophila borbonica
Hirtodrosophila borbonica är en tvåvingeart som först beskrevs av Tsacas och David 1975.  Hirtodrosophila borbonica ingår i släktet Hirtodrosophila och familjen daggflugor. Inga underarter finns listade i Catalogue of Life.